# Толстой, Александр Васильевич
Алекса́ндр Васи́льевич Толсто́й (1738 — 5 мая 1815) — симбирский губернатор, тайный советник. Владелец села Ундоры, представитель старшей ветви Толстых, дед декабриста В. П. Ивашева.

## Биография
Из потомственных дворян. Отец — Василий Борисович (1706—1790 гг.), статский советник. Мать — Дарья Никитична (1713—1791 гг.), урождённая Змеева. Дед А. В. Толстого, Борис Иванович Толстой в 1716—1717 гг. служил Симбирским ландратом, в 1728—1730 гг. — Симбирским воеводой.
Начал службу в лейб-гвардии Преображенском полку, в 1786 году переименованный из полковников в статские советники, назначен был председателем гражданской палаты Симбирского наместничества и занимал эту должность пять лет.
В 1794 году назначен был поручиком правителя Симбирского наместничества и два года спустя переименован в вице-губернаторы.
18 августа 1797 года занял должность Симбирского губернатора и в том же году произведен в тайные советники.
22 мая 1799 года уволен в отставку.
А. В. Толстой скончался 5 мая 1815 г. в Симбирске, был погребён на кладбище Симбирского Покровского мужского монастыря.

## Семья
Жена (с 12 ноября 1774 года) — Елизавета Васильевна Скворцова (ум. 1793), дочь генерал-аншефа Василия Ермолаевича Скворцова. Венчались в Москве в церкви Вознесения на Гороховом поле. Их дочь Вера Александровна (ум. 23.05.1837) была замужем с 1796 года за П. Н. Ивашевым. Не имея наследников мужского пола, Толстой оставил Ундоры своему зятю.
На попечении А. В. Толстого находилась племянница София Николаевна (ум. до 1835 г.), в замужестве Сафонова, дочь старшего брата, погибшего во время Пугачевского восстания. У А. В. Толстого был незаконнорожденный сын Андрей Егорович Головинский, воспитанный В. А. Ивашевой совместно с её родными детьми, приходившимися ему племянниками. А. Е. Головинский стал родоначальником существующего с 1835 г. дворянского рода Головинских. В 1887 г. род Головинских был внесён во II часть дворянской родословной книги Симбирской губернии. Правнук А. В. Толстого, Федор Александрович Головинский возглавлял Симбирскую губернию, с 6 марта 1917 г. по 4 января 1918 г. занимая пост Симбирского губернского комиссара Временного правительства. Внучка Андрея Егоровича Головинского — Наталья Ивановна Ауновская (дев. Головинская), была матерью российского педагога и этнографа, Ауновского Владимира Александровича, а 16 апреля 1870 года она стала крёстной В. И. Ульянову-Ленину.

## Награды
- Указом от 2 сентября 1793 г. императрица Екатерина II наградила статского советника и Симбирского вице-губернатора А. В. Толстого орденом Св. Владимира 3-й ст.[1]
- В 1798 г. «За свое усердие» награждён орденом Св. Владимира 3-й ст., а 28 января 1799 г. удостоился Высочайшего благоволения[1].